# Котюржинцы (Теофипольский район)
Котюржинцы (укр. Котюржинці) — село в Теофипольском районе Хмельницкой области Украины.
Население по переписи 2001 года составляло 205 человек. Почтовый индекс — 30640. Телефонный код — 3844. Занимает площадь 0,742 км². Код КОАТУУ — 6824783002.

## Местный совет
30640, Хмельницкая обл., Теофипольский р-н, с. Карабиевка, ул. Октябрьская, 58